# Брязгин, Валерий Фёдорович
Вале́рий Фёдорович Бря́згин (13 мая 1940 — 7 июля 2021) — советский биолог, заслуженный деятель науки Республики Карелия (2000), Почётный работник высшего профессионального образования Российской Федерации (2001), заслуженный деятель науки Российской Федерации (2006).

## Биография
В 1965 году окончил биологический факультет Петрозаводского государственного университета.
В 1965—1983 годах работал в системе АН СССР, инженером-ихтиологом Мурманрыбвода, научным сотрудником Полярного научно-исследовательского института морского рыбного хозяйства и океанографии, заведующим лабораторией и заместителем директора по науке Мурманского морского биологического института РАН.
С 1983 года в Карельском государственном педагогическом институте, старший преподаватель, доцент, заведующий кафедрой зоологии, заведующий лабораторией экологии северных вод.
В 1999—2007 годах — ректор Карельского государственного педагогического университета.
Член Президиума Карельского научного центра РАН. Умер 7.07.2021.

## Научные труды
Автор более 110 научных работ, в том числе монографий и учебных пособий в области зоогеографии и экологии фауны арктических морей.
- Глубоководная креветка Баренцева моря. — Мурманск, 1982
- Амфиподы и декаподы Баренцева моря и сопредельных вод. — СПб, 1991
- Океан и его ресурсы. — Петрозаводск, 2002